# Therese Borssén
Therese Kristina Borssén (ur. 12 grudnia 1984 w Rättvik) – szwedzka narciarka alpejska.

## Kariera
Po raz pierwszy na arenie międzynarodowej pojawiła się 8 stycznia 2000 roku w Kirunie, gdzie w zawodach FIS zajęła siódme miejsce w slalomie. W 2002 roku wystartowała na mistrzostwach świata juniorów w Tarvisio, gdzie zajęła 14. miejsce w slalomie i 34. miejsce w gigancie. Jeszcze dwukrotnie startowała w zawodach tego cyklu, zajmując czwarte miejsce w slalomie podczas mistrzostw świata juniorów w Briançonnais w 2003 roku i mistrzostw świata juniorów w Mariborze rok później.
W zawodach Pucharu Świata zadebiutowała 28 listopada 2003 roku w Park City, gdzie nie zakwalifikowała się do pierwszego przejazdu w gigancie. Pierwsze pucharowe punkty wywalczyła dzień później, zajmując 13. miejsce w slalomie. Na podium zawodów tego cyklu pierwszy raz stanęła 8 stycznia 2006 roku w Mariborze, kończąc rywalizację w slalomie na trzeciej pozycji. W zawodach tych wyprzedziły ją jedynie Austriaczka Marlies Schild i Janica Kostelić z Chorwacji. Łącznie sześciokrotnie stawała na podium zawodów pucharowych, odnosząc przy tym jedno zwycięstwo: 29 grudnia 2006 roku w Semmering była najlepsza w slalomie. W sezonie 2006/2007 zajęła 18. miejsce w klasyfikacji generalnej, w klasyfikacji slalomu była czwarta.
Wystartowała na igrzyskach olimpijskich w Turynie w 2006 roku, zajmując ósme miejsce w slalomie. Na rozgrywanych cztery lata później igrzyskach olimpijskich w Vancouver w tej samej konkurencji zajęła 21. miejsce. Była też między innymi piąta na mistrzostwach świata w Santa Caterina w 2005 roku i siódma podczas mistrzostw świata w Åre dwa lata później.
W 2013 roku zakończyła karierę.

## Osiągnięcia

### Igrzyska olimpijskie
| Miejsce | Dzień     | Rok  | Miejscowość | Konkurencja | Czas biegu | Strata | Zwyciężczyni |
| ------- | --------- | ---- | ----------- | ----------- | ---------- | ------ | ------------ |
| 8.      | 22 lutego | 2006 | Sestriere   | Slalom      | 1:29,04    | +2,03  | Anja Pärson  |
| 21.     | 26 lutego | 2010 | Whistler    | Slalom      | 1:42,89    | +3,82  | Maria Riesch |

### Mistrzostwa świata
| Miejsce | Dzień     | Rok  | Miejscowość    | Konkurencja | Czas biegu | Strata | Zwyciężczyni    |
| ------- | --------- | ---- | -------------- | ----------- | ---------- | ------ | --------------- |
| 32.     | 8 lutego  | 2005 | Santa Caterina | Gigant      | 2:13,63    | +6,57  | Anja Pärson     |
| 5.      | 11 lutego | 2005 | Santa Caterina | Slalom      | 1:47,98    | +1,04  | Janica Kostelić |
| 33.     | 13 lutego | 2007 | Åre            | Gigant      | 2:31,72    | +5,17  | Nicole Hosp     |
| 7.      | 16 lutego | 2007 | Åre            | Slalom      | 1:43,91    | +0,91  | Šárka Záhrobská |
| DNF1    | 14 lutego | 2009 | Val d’Isère    | Slalom      | 1:51,80    | -      | Maria Riesch    |
| DNF1    | 19 lutego | 2011 | Ga-Pa          | Slalom      | 1:45,79    | -      | Marlies Schild  |

### Mistrzostwa świata juniorów
| Miejsce | Dzień     | Rok  | Miejscowość  | Konkurencja | Czas biegu | Strata | Zwyciężczyni            |
| ------- | --------- | ---- | ------------ | ----------- | ---------- | ------ | ----------------------- |
| 14.     | 1 marca   | 2002 | Tarvisio     | Slalom      | 1:36,54    | +1,98  | Veronika Zuzulová       |
| 34.     | 3 marca   | 2002 | Tarvisio     | Gigant      | 1:52,15    | +5,65  | Julia Mancuso           |
| 4.      | 7 marca   | 2003 | Briançonnais | Slalom      | 1:38,53    | +1,23  | Michaela Kirchgasser    |
| DNF2    | 8 marca   | 2003 | Briançonnais | Gigant      | 2:05,70    | –      | Jessica Lindell-Vikarby |
| DNF2    | 14 lutego | 2004 | Maribor      | Gigant      | 2:21,39    | –      | Maria Riesch            |
| 4.      | 15 lutego | 2004 | Maribor      | Slalom      | 1:40,73    | +0,38  | Kathrin Zettel          |

### Puchar Świata

#### Miejsca w klasyfikacji generalnej
- sezon 2003/2004: 48.
- sezon 2004/2005: 62.
- sezon 2005/2006: 28.
- sezon 2006/2007: 18.
- sezon 2007/2008: 22.
- sezon 2008/2009: 33.
- sezon 2009/2010: 67.
- sezon 2010/2011: 38.
- sezon 2011/2012: 24.
- sezon 2012/2013: 50.

#### Miejsca na podium w zawodach
1. Maribor – 8 stycznia 2006 (slalom) – 3. miejsce
2. Aspen – 26 listopada 2006 (slalom) – 3. miejsce
3. Val d’Isère – 21 grudnia 2006 (slalom) – 3. miejsce
4. Semmering – 29 grudnia 2006 (slalom) 1. miejsce
5. Ofterschwang – 27 stycznia 2008 (slalom) – 2. miejsce
6. Åre – 13 marca 2009 (slalom) – 3. miejsce